# Kisträsket
Kisträsket är en sjö i Älvsbyns kommun i Norrbotten och ingår i Piteälvens huvudavrinningsområde. Sjön är 11,7 meter djup, har en yta på 0,782 kvadratkilometer och är belägen 76,1 meter över havet. Kisträsket ligger i Piteälven Natura 2000-område.

## Delavrinningsområde
Kisträsket ingår i det delavrinningsområde (729998-173172) som SMHI kallar för Utloppet av Kisträsket. Medelhöjden är 154 meter över havet och ytan är 17,06 kvadratkilometer. Det finns inga avrinningsområden uppströms utan avrinningsområdet är högsta punkten. Vattendraget som avvattnar avrinningsområdet har biflödesordning 2, vilket innebär att vattnet flödar genom totalt 2 vattendrag innan det når havet efter 59 kilometer. Avrinningsområdet består mestadels av skog (68 procent). Avrinningsområdet har 0,92 kvadratkilometer vattenytor vilket ger det en sjöprocent på 5,4 procent.